# Porro del Torco
Porro del Torco está enclavado en el Macizo Occidental de los Picos de Europa o Cornión, en la divisoria de las provincias de Asturias y León en la cordillera Cantábrica en el macizo Asturiano.
- Datos: Q6083014